# Abderraouf Ben Samir
Abderraouf Ben Samir (* 29. Dezember 1953) ist ein ehemaliger tunesischer Handballspieler.

## Biografie
Ben Samir gehörte bei den Olympischen Sommerspielen 1972 in München der tunesischen Handballauswahl an, die den 16. Platz belegte. Vier Jahre später bei den Olympischen Sommerspielen 1976 in Montreal gehörte er erneut der tunesischen Handballauswahl an, die den 12. Platz belegte.